# Pedamaran IV
Pedamaran IV is een bestuurslaag in het regentschap Ogan Komering Ilir van de provincie Zuid-Sumatra, Indonesië. Pedamaran IV telt 1295 inwoners (volkstelling 2010).